# Fram Larvik
Idrettsforeningen Fram, kortweg Fram Larvik, is een Noorse omnisportvereniging uit Torstrand in de gemeente Larvik in de fylke Vestfold. De club werd op 15 januari 1894 opgericht en geldt als een van de oudste Noorse sportverenigingen.
De club is vooral bekend van de voetbalafdeling die in 1950 landskampioen werd en in 1912 in de finale van de Noorse voetbalbeker stond. 
De handbalafdeling speelt op het tweede niveau en de club doet ook aan atletiek en langebaanschaatsen.

## Bekende (oud-)leden

### Schaatsen
- Bjørg Eva Jensen
- Tom Erik Oxholm
- Roger Strøm
- Else Marie Christiansen
- Minna Nystedt
- Anne Therese Tveter
- Bjørn Tveter
- Thor Olav Tveter
- Øyvind Tveter

### Voetbal
- Sverre Hansen